# Biliotti (famiglia)
I Biliotti furono una storica famiglia di Firenze.

## Storia familiare

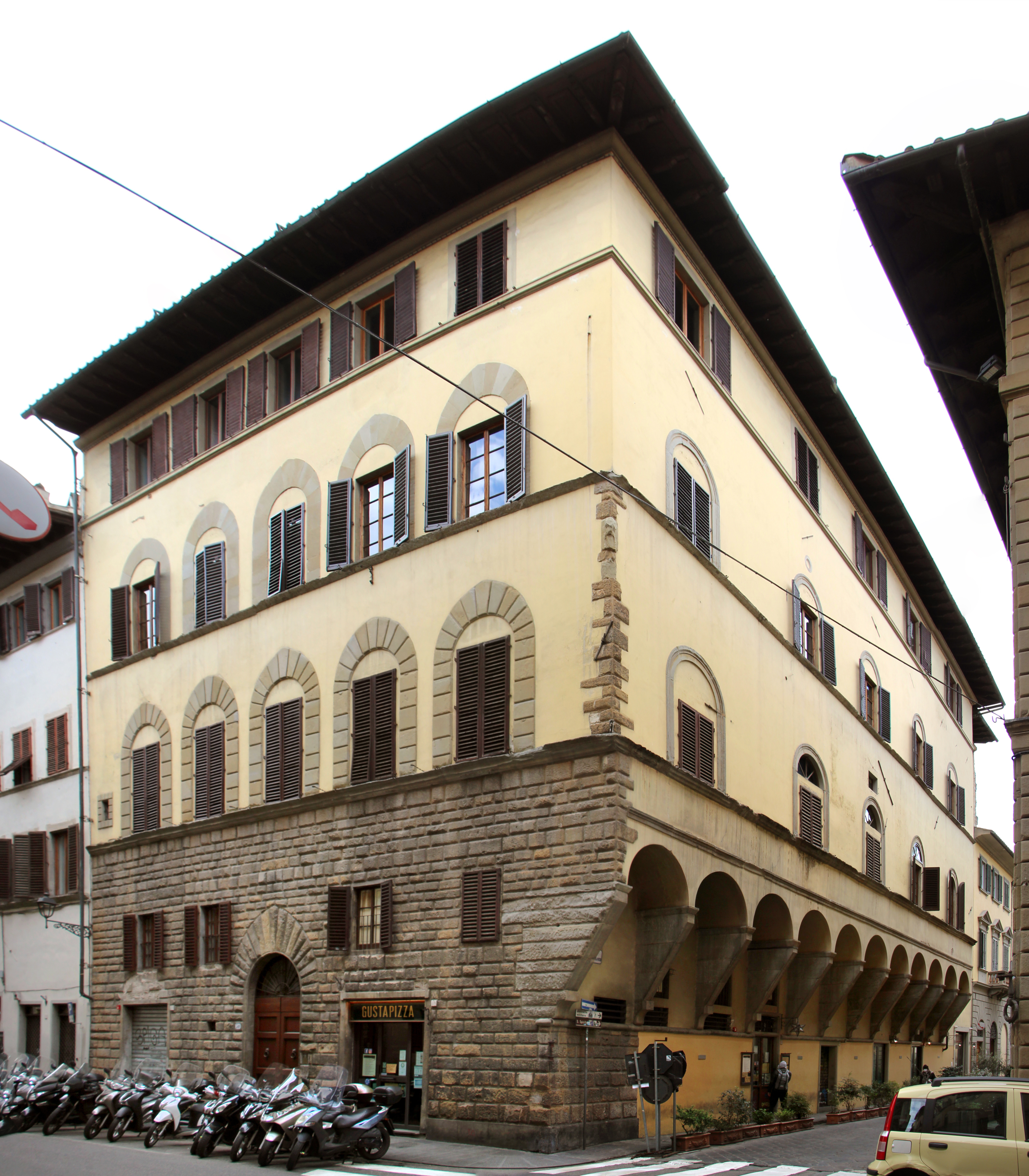
Palazzo Biliotti, Firenze

Discendenti degli Elisei, e quindi imparentati con gli Alighieri, ebbero durante la Repubblica di Firenze ben 58 priori e 10 gonfalonieri di Giustizia. Detti d'Oltrarno o della Ferza (gonfalone al quale erano registrati), ebbero le case tra via Maggio e via dei Serragli, dove restano ancora i palazzi Biliotti e Falconcini Biliotti, al Canto dei Biliotti, appunto. Alcuni suoi membri vennero detti Volpi, dalla volpe presente sul loro stemma. Patronarono l'ospedale di San Salvatore dei Biliotti in via dei Serragli, tra i più grandi del Medioevo in quella zona, che dal 1354 fu soppresso e divenne il nucleo del monastero di Santa Chiara.